# Jean-Jacques Ampère
Jean-Jacques Antoine Ampère, född 12 augusti 1800, död 27 mars 1864, var en fransk litteraturhistoriker. Han var son till den store fysikern och matematikern André-Marie Ampère.
Redan tidigt vände Ampére sitt starka litterära intresse mot studiet av främmande litteraturer, vilke förde honom ut på flera för hans författarskap viktiga resor. År 1827 färdades han i Tyskland, Danmark, Sverige och Norge, varvid han särskilt studerade dessa länders folkdiktning. Detta bar frukt i arbetet Littérature et voyages (1833). Efter att under 1830-talet ha föreläst över Frankrikes äldsta litteratur och utgivit Historie littéraire de la France avant le XII:e siècle (1839–1840), reste Ampère 1841 i Egypten, Grekland och Italien, vilket ledde till verken Grèce, Rome et Dante (1843) och Voyage en Ègypte et en Nubie (1867). Ivrig demokrat som han var, for han, som så många av sina meningsfränder, till Amerika tio år senare, där han skrev Promenades en Amérique (1855). När Napoleon III blev kejsare, gick Ampère som övertygelsetrogen republikan i frivillig landsflykt till Rom, där han vistades större delen av sitt återstående liv, upptagen med studier i romersk historia, vilkas resultat han offentliggjorde i Histoire romaine à Rome (1861–1864) och L'empire romaine à Rome (1867). Han var från 1847 ledamot av Franska akademien.